# Discografia di Anna Oxa
Questa voce elenca l'intera discografia di Anna Oxa dal 1978 ad oggi. Ha partecipato per quindici volte al Festival di Sanremo, risultandone vincitrice in due occasioni: la prima nel 1989 con Ti lascerò, in duetto con Fausto Leali, e la seconda nel 1999 in qualità di solista con Senza pietà. Anna Oxa ha pubblicato 24 album, di cui due di cover e due live, 3 raccolte ufficiali, un Qdisc, 44 singoli, suddivisi in 20 singoli in vinile, 16 cd singoli, 3 singoli digitali.

## Album

### Album in studio
- 1978 - Oxanna (RCA Italiana PL 31384)
- 1979 - Anna Oxa (RCA Italiana PL 31444)
- 1980 - Controllo totale (RCA Italiana PC 33411) (Q-Disc di quattro tracce)
- 1983 - Per sognare, per cantare, per ballare (CBS 25428)
- 1984 - La mia corsa (CBS 25905)
- 1985 - Oxa (CBS 26140)
- 1986 - È tutto un attimo (CBS 26884)
- 1988 - Pensami per te (CBS 460665)
- 1989 - Tutti i brividi del mondo (CBS 465497)
- 1992 - Di questa vita (Columbia COL 471501)
- 1993 - Cantautori (Columbia, COL 473803 1) (album di cover)
- 1993 - Do di petto (Columbia COL 474827 1) (album di remake)
- 1994 - Cantautori 2 (Columbia, COL 476958 2) (album di cover)
- 1996 - Anna non si lascia (Columbia COL 483578 2)
- 1999 - Senza pietà (Columbia COL 489819 2)
- 2001 - L'eterno movimento (Sony BMG EXT 501927 2)
- 2003 - Ho un sogno (Sony BMG COL 5110552)
- 2010 - Proxima (Cose di Musica e suoni coscienti CDM 10110)
- 2011 - Proxima Special Edition (Cose di Musica e suoni coscienti CDM 10111) (Ristampa del precedente con gli inediti "'O sole mio" , "La mia anima d'uomo" e "In The Sunlight")

### Album live
- 1990 - Oxa live con i New Trolls (Columbia COL 466728 1)
- 2006 - La musica è niente se tu non hai vissuto (EMI 094635961621)

### Raccolte
- 1988 - Fantastica Oxa (CBS CBS 463195)
- 1989 - Fantastica Oxa (CBS CBS 465090) (Ristampa del precedente con l'aggiunta del brano "Ti lascerò" al posto di "Le tue ali")
- 1989 - I grandi successi (Sigla ZL 71925) (Antologia del periodo RCA)
- 1997 - Storie - I miei più grandi successi (Columbia COL 487269 2) (Raccolta con l'inedito "Storie")
- 1998 - Gli Anni 70 (BMG RCA 74321602642 2) (Raccolta con l'inedito "Tea Party" e "Questa è vita", lato B del 45 giri "Un'emozione da poco")
- 2001 - Collezione (Sony Music QZM 505111 2) (Raccolta con l'inedito "La panchina e il New Tork Times" e le versioni live 2001 di "Fatelo con me" e "Pagliaccio azzurro")
- 2004 - Mie (Columbia COL 516068 9)

### Album per il mercato estero
- 1997 - Historias (Columbia) versione in spagnolo di "Storie - I miei più grandi successi"
- 1999 - Sin compasion (Sony BMG) versione in spagnolo di Senza pietà

## Singoli
- 1976 - Fiorellin del prato (C&M)
- 1978 - Un'emozione da poco/Questa è vita (RCA Italiana, PB 6144)
- 1978 - Fatelo con me/Pelle di serpente (RCA Italiana, PB 6195)
- 1979 - Il pagliaccio azzurro/La sonnambula (RCA Italiana, PB 6341)
- 1980 - Controllo totale/Metropolitana (RCA Italiana, PB 6455)
- 1981 - Toledo/Proprio tu (RCA Italiana, PB 6513)
- 1982 - Io no/Cammina (CBS, CBS A 1971)
- 1982 - Fammi ridere un po'/Ed Anna pensò (CBS, CBS A 2830)
- 1983 - Senza di me/Hi-Fi (CBS, A 3316)
- 1984 - Non scendo/Primo amore come stai (CBS, CBS 4167)
- 1984 - Eclissi totale/Tornerai (CBS, CBS A 4403)
- 1985 - A lei/Piccola piccola fantasia (CBS, A6026)
- 1985 - Parlami/Piccola piccola fantasia (CBS, A 6222)
- 1986 - È tutto un attimo/Tenera immagine (CBS, CBS 6888)
- 1988 - Tu non ridi più/Tu non ridi più (CBS, 12 PRM 105, disco promozionale)
- 1988 - Tu non ridi più/Pensami per te (CBS, 651412 7) (per il mercato tedesco)
- 1988 - Quando nasce un amore/Estensione (CBS, 651416-7)
- 1989 - Ti lascerò/Ti lascerò (versione strumentale) (con Fausto Leali) (CBS, 654698-7)
- 1989 - Tutti i brividi del mondo/Telefonami (CBS, 12 PRM 130, Disco Mix Promozionale)
- 1989 - Avrei voluto/Avrei voluto (instrumental) (con Fausto Leali) (CBS, 654926 7)
- 1990 - Donna con te/Donna con te (versione strumentale) (CBS, 655695 7)
- 1992 - Mezzo angolo di cielo (Columbia, 658188 6)
- 1996 - Spot (Columbia)
- 1997 - Storie
- 1997 - Medley: Tutti i brividi del mondo/ E' tutto un attimo / Donna con te (Columbia) (CD promo)
- 1999 - Chissà (Columbia) (CD promo)
- 1999 - Senza pietà (Sony BMG)
- 1999 - Come dirsi ciao (Sony BMG)
- 1999 - Camminando camminando (con Chayanne) (Sony BMG)
- 2001 - L'eterno movimento (Sony BMG)
- 2001 - Un'emozione da poco (vers. 2001) (Sony BMG)
- 2001 - Io sarò con te/Controvento (Sony BMG)
- 2001 - La panchina e il New York Times (Sony BMG)
- 2003 - Cambierò (Sony BMG)
- 2003 - Questa sono io (Sony BMG)
- 2003 - Il muro (Sony BMG)
- 2004 - In trattoria (con Fabio Concato) (Sony BMG)
- 2006 - Processo a me stessa (EMI)
- 2010 - Tutto l'amore intorno (con Ivano Fossati) (Cose di musica e suoni coscienti)
- 2010 - Scarpe con suole di vento (Cose di musica e suoni coscienti)
- 2010 - Apri gli occhi (Cose di musica e suoni coscienti)
- 2011 - La mia anima d'uomo (Cose di musica e suoni coscienti)
- 2016 - L'America non c'è (Oxarte)
- 2022 - Primo Cuore (canto nativo) (Just Entertainment/Oxarte)
- 2023 - Sali (canto dell'anima) (Just Entertainment/Oxarte)
- 2023 - Tre (Just Entertainment/Oxarte)
- 2023 - Processo a me stessa (Just Entertainment/Oxarte)

## Duetti
- Con Fabio Concato: In trattoria
- Con Lucio Dalla: Tea Party
- Con Rino Gaetano, Lucio Dalla, Nino Buonocore, Ivan Cattaneo, Maria Monti, Giovanni Tommaso, Jenny Sorrenti: Confusione: gran confusione ovvero il processo
- Con Giorgio Gaber: Si può
- Con Rino Gaetano: Il leone e la gallina, Ad esempio a me piace il sud, Quando il blues arrivò da me
- Con Banco del Mutuo Soccorso: When We Touch Our Eyes
- Con Ron: La promessa
- Con Fausto Leali: Avrei voluto, Ti lascerò
- Con Fausto Leali e Franco Fasano: Da fratello a fratello
- Con Chayanne: Caminando caminando
- Con i New Trolls: Oxa - Live con i New Trolls
- Con Ivano Fossati: Tutto l'amore intorno
- Con Mario Lavezzi: Le tue ali

## Colonne sonore
L'album Anna Oxa è stato promosso con la partecipazione della Oxa come protagonista del film musicale Maschio, femmina, fiore, frutto, diretto da Ruggero Miti e uscito nel 1979. All'interno del film, ristampato in formato DVD nel 2008, la cantante si esibisce in tutti i pezzi del disco.
Il brano  Senza di me  fu inserito nella colonna sonora del film del 1983 Vacanze di Natale, diretto dai fratelli Vanzina.

## Partecipazioni a manifestazioni canore

### Festival di Sanremo
| Edizione                 | Artista                 | Brano                   | Autori                                                                           | Categoria  | Posizione          | Premi                                                |
| ------------------------ | ----------------------- | ----------------------- | -------------------------------------------------------------------------------- | ---------- | ------------------ | ---------------------------------------------------- |
| Festival di Sanremo 1978 | Anna Oxa                | Un'emozione da poco     | Ivano Fossati, Guido Guglielminetti                                              | Interpreti | 2                  | Premio Primo Posto "interpreti" Premio secondo Posto |
| Festival di Sanremo 1982 | Anna Oxa                | Io no                   | Oscar Avogadro, Mario Lavezzi                                                    | Big        | Finalista          |                                                      |
| Festival di Sanremo 1984 | Anna Oxa                | Non scendo              | Oscar Avogadro, Mario Lavezzi                                                    | Big        | 7                  |                                                      |
| Festival di Sanremo 1985 | Anna Oxa                | A lei                   | Roberto Vecchioni, Mauro Paoluzzi                                                | Big        | 7                  |                                                      |
| Festival di Sanremo 1986 | Anna Oxa                | È tutto un attimo       | Adelio Cogliati, Franco Ciani, Mario Lavezzi, Umberto Smaila                     | Big        | 5                  |                                                      |
| Festival di Sanremo 1988 | Anna Oxa                | Quando nasce un amore   | Adelio Cogliati, Franco Ciani, Piero Cassano                                     | Big        | 7                  |                                                      |
| Festival di Sanremo 1989 | Anna Oxa & Fausto Leali | Ti lascerò              | Franco Fasano, Fausto Leali, Franco Ciani, Fabrizio Berlincioni, Sergio Bardotti | Campioni   | 1                  | Premio Primo Posto                                   |
| Festival di Sanremo 1990 | Anna Oxa                | Donna con te            | Danilo Amerio, Luciano Boero                                                     | Campioni   | 4                  |                                                      |
| Festival di Sanremo 1997 | Anna Oxa                | Storie                  | Depsa, Marco Marati, S. Monetti, Angelo Valsiglio, Fio Zanotti                   | Campioni   | 2                  | Premio Secondo Posto                                 |
| Festival di Sanremo 1999 | Anna Oxa                | Senza pietà             | Claudio Guidetti, Alberto Salerno                                                | Campioni   | 1                  | Premio Primo Posto                                   |
| Festival di Sanremo 2001 | Anna Oxa                | L'eterno movimento      | Laurex, Giuseppe Fulcheri                                                        | Campioni   | 10                 |                                                      |
| Festival di Sanremo 2003 | Anna Oxa                | Cambierò                | Marco Falagiani, Marco Carnesecchi, Anna Oxa                                     | Campioni   | 14                 |                                                      |
| Festival di Sanremo 2006 | Anna Oxa                | Processo a me stessa    | Pasquale Panella, Anna Oxa, Alessandra Miori                                     | Donne      | 25 - Non finalista |                                                      |
| Festival di Sanremo 2011 | Anna Oxa                | La mia anima d'uomo     | Lorenzo Imerico, Anna Oxa, Roberto Pacco                                         | Artisti    | 13 - Non finalista | Premio AFI                                           |
| Festival di Sanremo 2023 | Anna Oxa                | Sali (canto dell'anima) | Kaballà, Anna Hoxha, Francesco Bianconi e Fio Zanotti                            | Campioni   | 25                 |                                                      |

### Festivalbar
- Festivalbar 1978: Fatelo con me (rivelazione dell'anno)
- Festivalbar 1983: Senza di me (What about me)
- Festivalbar 1984: Eclissi totale
- Festivalbar 1985: Parlami
- Festivalbar 1986: L'ultima città
- Festivalbar 1988: Oltre la montagna - L'uomo che gioca
- Festivalbar 1989: Tutti i brividi del mondo - Telefonami
- Festivalbar 1992: Mezzo angolo di cielo
- Festivalbar 1993: Prendila così
- Festivalbar 1996: Spot
- Festivalbar 1997: Medley: Tutti i brividi del mondo-Donna con te-Storie
- Festivalbar 1999: Camminando camminando (con Chayanne)
- Festivalbar 2001: Un'emozione da poco (remix)
- Festivalbar 2003: Il muro

### Altre manifestazioni canore
- 1982 - Mostra Internazionale di Venezia: Fammi ridere un po'
- 1982 - Castrocaro: Fammi ridere un po' (ospite)
- 1982 - Premiatissima: Fammi ridere un po'
- 1983 - Azzurro: Hi-Fi
- 1984 - Azzurro: Eclissi totale (classificatasi al 1º posto)
- 1985 - Azzurro: Parlami (Sigla iniziale)
- 1986 - Saint Vincent - Un disco per l'estate: "L'ultima città"
- 1988 - Vota la voce: L'uomo che gioca
- 1989 - Vota la voce: Tutti i brividi del mondo
- 1989 - Eurovision Song Contest: Avrei voluto (con Fausto Leali - classificatisi al 9º posto)
- 2008 - Gradinate In Scena: Ospite d'onore della serata, Anna Oxa esegue un mini concerto acustico interpretando brani come "L'eterno movimento,The Dance, Fotografando, Donna con te, Processo a me stessa,Ti lascerò, Quando nasce un amore".
- 2009 - Musica dei Cieli: In veste sacra, gospel e folk. Esegue brani di Peter Gabriel e Dulce Pontes insieme al Coro Senza Tempo.
- 2009 - Amiche per l'Abruzzo: Processo a me stessa, Ti lascerò e Imagine
- 2010 - Gaber Festival: Lo shampoo, La caccia, La razza in estinzione, Donna con te, Ti lascerò
- 2011 - Donne Incanto for Ant: Tutto l'amore intorno, La mia anima d'uomo